# Alfa-ketoglutarát-dependentní hydroxyláza
Alfa-ketoglutarát-dependentní hydroxylázy jsou skupinou nehemových Fe proteinů katalyzujících široké rozmezí reakcí, jako jsou hydroxylace, demethylace, rozšiřování kruhů, a uzavírání kruhů. Tyto enzymy se podobají enzymům cytochromu P450; obě skupiny využívají jako kosubstráty O2 a redukční ekvivalenty a obě vytvářejí vodu.

## Biologické funkce
αKG-dependentní hydrolázy mohou mít řadu různých funkcí. V mikroorganismech, jako jsou bakterie, se  αKG-dependentní dioxygenázy účastní mnoha metabolických drah; například u E. coli má enzym AlkB podíl na opravách DNA.  αKG-dependentní dioxygenázy jsou zapojeny též do metabolismu rostlin, například syntézy flavonoidů, a ethenu. U savců se zapojují mimo jiné do biosyntézy kolagenu a L-karnitinu,), posttranslačních modifikací (například hydroxylací), epigenetických regulací (jako jsou demethylace histonů a DNA),), a slouží rovněž jako senzory energetického metabolismu.

## Mechanismus katalýzy
αKG-dependentní dioxygenázy při svém katalytickém působení zapojují do reakcí po jednom atomu kyslíku z každé molekuly O2; přitom se oxiduje α-ketoglutarát na isukcinát a oxid uhličitý.  Při označkování O2 jako substrátu se jedna značka objevuje na sukvinátu a druhá na hydroxylovém substrátu:
R3CH  + O2 + −O2CC(O)CH2CH2CO2− → R3COH + CO2 + −OOCCH2CH2CO2−
První krok spočívá v navázání αKG a substrátu na aktivní místo. αKG se na Fe2+ navazuje jako bidentátní ligand, substrát je udržován v těsné blízkosti nevazebnými interakcemi. Následně se molekulární kyslík napojí na Fe v poloze cis vůči donorovým skupinám αKG. Nekoordinovaný konec superoxidového ligandu reaguje s uhlíkem, což vede k uvolnění CO2 a zvorbě železičitého oxomeziproduktu. akto vzniklé Fe=O centrum následně oxygenuje substrát.
Byly navrženy i jiné mechanismy, které se ale nepodařilo experimentálně potvrdit.

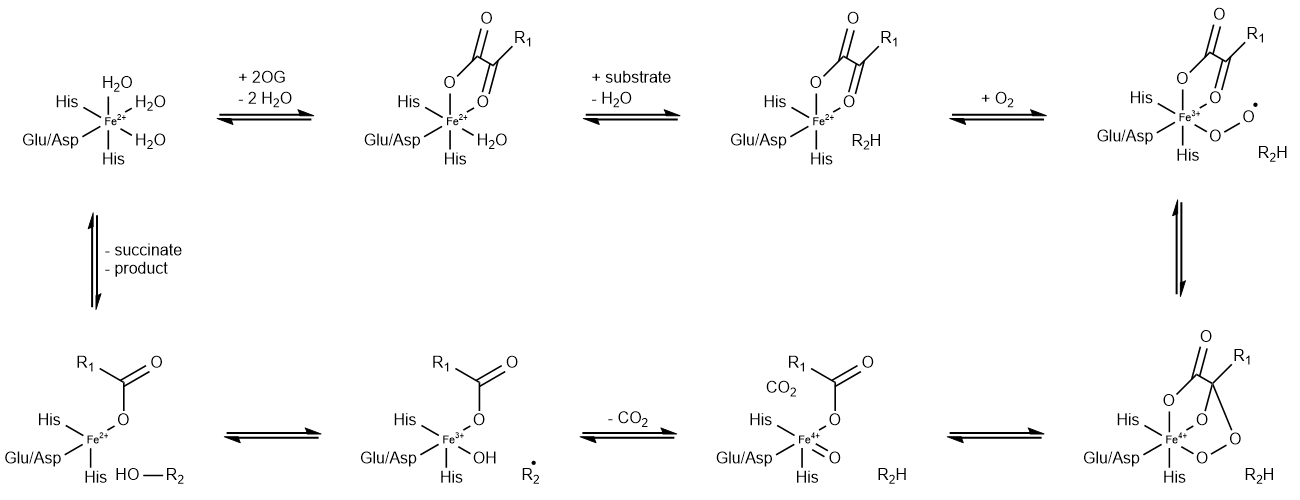
Uznávaný mechanismus katalýzy αKG-dependentními dioxygenázami

## Struktura

### Protein
Všechny αKG-dependentní dioxygenázy obsahují β-helixy, vytvořené ze dvou β-listů.

### Metalokofaktor
Aktivní místo zahrnuje 2-His-1-karboxylátový (HXD/E...H) zbytek, katalytický železnatý ion je navázán na dva histidinové zbytky a jeden zbytek kyseliny asparagové nebo glutamové.  Na jednu stranu Fe centra se napojuje N2O triáda, zbylá tři místa na oktaedru jsou přístupná pro αKG a O2.  Podobné faciální navázání Fe se vyskytuje u cysteindeoxygenázy

### Navazování substrátu a kosubstrátu

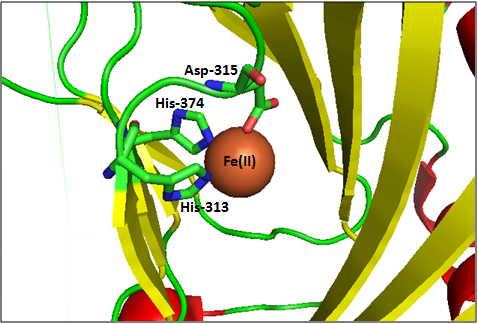
Zjednodušené znázornění aktivního místa prolylhydroxylázové isoformy 2 (PHD2). Fe^{2+} se na protein váže skrz dvě imidazolové a jednu karboxylátovou skupinu. Ostatní ligandy na železu, přechodně napojené na αKG a O_{2}, jsou pro přehlednost vynechány

Navazování αKG a substrátu bylo zkoumáno rentgenovou krystallografií, výpočty molekulární dynamiky, a NMR spektroskopií; vazba ketoglutarátu i pomocí inhibitorů enzymů.
Některé αKG-dependentní dioxygenázy navazují substráty indukovaným mechanismem; významné změny ve struktuře proteinů byly pozorovány například po navázání substrátů na lidské prolylhydroxylázové izoformy 2 (PHD2) and isopenicillin N synthase (IPNS), a u mikrobiální αKG-dependentní dioxygenázy.

## Inhibitory

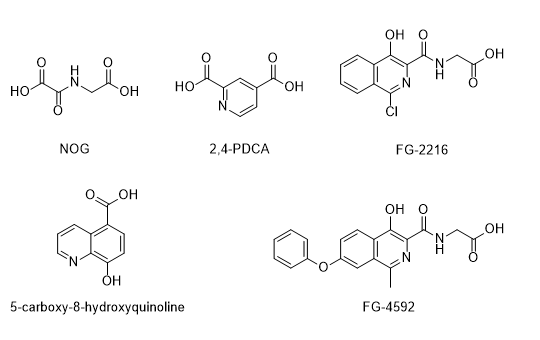
Nejčastější inhibitory αKG-dependentních dioxygenáz, využívající navazování na místo kosubstrátu

S ohledem na biologický význam byla vyvinuto mnoho jejich inhibitorů. K nejčastěji používaným patří N-oxalylglycin, kyselina lutidinová (pyridin-2,4-dikarboxylová), 5-karboxy-8-hydroxychinolin, FG-2216 a FG-4592, navržené tak, aby napodobovaly alfa-ketoglutarátový kosubstrát a vyvolávaly kompetitivní inhibici navazování αKG na aktivní místo. I když se jedná o velmi potentní inhibitory, tak nejsou selektivní a řadí se tedy mezi širokospektré inhibitory. Popsány jsou také inhibitory znemožňující navázání substrátu, například peptidylové inhibitory domény 2 lidské prolylhydroxylázy, a mildronát, zacílený na gama-butyrobetaindioxygenázu. Protože αKG-dependentní dioxygenázy potřebují jako kosubstrát molekulární kyslík, tak lze jako jejich inhibitory použít i některé plyny, například oxid uhelnatý a oxid dusnatý.

## Výzkum
Ke zkoumání αKG-dependentních dioxygenáz, s ohledem na kinetiku, inhibici, a navazování ligandů, lze použít několik různých postupů. Často se používá spektroskopie nukleární magnetické rezonance, a to při výzkumu vázání ligandů, kinetiky enzymů, mechanismy inhibice a změny konformace proteinů. Uplatňuje se i hmotnostní spektrometrie, a to při výzkumu kinetiky, vývoji inhibitorů, popisování vázání ligandů a kovů konformací, Použita byla také spektrofotometrie, například ve výzkumu 2OG oxidace, tvorby sukcinátu či hlavního produktu. K dalším biofyzikálním postupům patří mimo jiné izotermická titrační kalorimetrie a elektronová paramagnetická rezonance. Popsána je také analýza využívající značkování substrátů 14C. Protože potřebují αKG-dependentní dioxygenázy ke své činnosti kyslík, tak se dá využít i měření spotřeby kyslíku.